# Шон Еванс
Шон Френсіс Еванс (англ. Shaun Francis Evans; нар. 6 березня 1980, Ліверпуль, Мерсейсайд, Англія, Велика Британія) — англійський актор, режисер та продюсер, відомий за роллю молодого інспектора Індевора Морза у серіалі «Індевор».

## Життєпис
Шон Еванс народився 6 березня 1980 року в місті Ліверпуль у ірландській католицькій сім'я, батьки Шона Еванса походять з Північної Ірландії. Його батько працював водієм таксі, мати працювала медичним працівником в лікарні. У Шона Еванса є старший від нього на рік брат. Шон Еванс закінчив Мерсейсайдську католицьку школу, та коледжі сятого Едуарда, де навчався з 1991 по 1998 рік, де був активним учасником театральної студії. Згодом він закінчив курс театральної майстерності у Національному молодіжному театрі, після чого переїхав до Лондона, у віці 18 років, для навчання в Ґілдголській школі музики та театру
Кінодебют Еванс відбувся у 2002 році в комедійному телесеріалі «Вчитель», де він зіграв роль вчителя французької мови Джона Пола Кітінґа. У цьому ж році він знявся у телефільмі «Проект».
З 2012 року Еванс виконує роль молодого інспектора Морза в детективному телесеріалі «Індевор». У цьому телесеріалі він є асоційованим продюсером, а з 2018 року й режисером, зфільмував епізод «Аполло».
У 2017 році Шон Еванс дебютував як режисер у телесеріалу BBC «Катастрофа». Шон Еванс сфільмував три епізоди цього телесеріалу, які вийшли на екрани 8 липня 2017 року, та 19 і 26 травня 2018 року.

## Особисте життя
У 2003 — 2007 роках в Шона Еванса були романтичні стосунки з Андреа Корр, ірландською акторкою та співачкою гурту «The Corrs», з якою він познайомився на зйомках ірландського комедійного телесеріалу «Хлопці з графства Клер».

## Фільмографія
| Рік  |    | Українська назва              | Оригінальна назва           | Роль                                    |
| ---- | -- | ----------------------------- | --------------------------- | --------------------------------------- |
| 2015 | тф | Скандальна леді В             | The Scandalous Lady W       | сер Річард Ворслі                       |
| 2014 | ф  | Книга війни                   | War Book                    | Том                                     |
| 2012 | с  | Індевор                       | Endeavour                   | детектив констебль/сержант Індевор Морз |
| 2012 | с  | Останні вихідні               | The Last Weekend            | Іан                                     |
| 2012 | с  | Вайтчепел                     | Whitechapel                 | Слай Дрісколл                           |
| 2012 | с  | Шовк                          | Silk                        | Деніель Ломас                           |
| 2011 | с  | Захисники                     | The Defenders               | Ріккі Голл                              |
| 2011 | ф  | Шкідники                      | Wreckers                    | Нік                                     |
| 2011 | с  | Монро                         | Monroe                      | Лі Банністер                            |
| 2010 | тф | Приходить дощ приходить блиск | Come Rain Come Shine        | Девід Мітчелл                           |
| 2009 | ф  | Страх                         | Dread                       | Квейд                                   |
| 2009 | с  | Прикуп                        | The Take                    | Джиммі Джексон                          |
| 2009 | ф  | Принцеса Каюлані              | Princess Kaiulani           | Клайв Девіс                             |
| 2009 | с  | Прах до праху                 | Ashes to ashes              | Кевін Гейлз                             |
| 2008 | ф  | Телстар: Історія Джо Міка     | Telstar: The Joe Meek Story | Біллі                                   |
| 2007 | ф  | Хлопчик А                     | Boy A                       | Кріс                                    |
| 2007 | с  | Інспектор Джордж Джентлі      | Inspecteur George Gently    | Лоуренс Елтон                           |
| 2007 | ф  | Зниклі                        | Gone                        | Алекс                                   |
| 2006 | ф  | Решта                         | Cashback                    | Шон Гіґґін                              |
| 2006 | с  | Незаймана королева            | The Virgin Queen            | Кокі Ґедройц, граф Саутгемптон          |
| 2004 | ф  | Бути Джулією                  | Being Julia                 | Том Феннел                              |
| 2003 | с  | Хлопці з графства Клер        | The Boys from County Clare  | Тедді                                   |
| 2002 | с  | Проект                        | The Project                 | Енді Кларк                              |
| 2002 | с  | Вчитель                       | Teachers                    | Джон Пол Кітінґ                         |